# Libra (álbum)
Libra é o quinto álbum de estúdio da cantora estadunidense Toni Braxton, lançado em 2005. Distribuído pela Blackground Records, o álbum marcou a estreia de Braxton pelo selo musical, após um extenso hiato desde sua saída da Arista Records em 2003. Seu último álbum até então havia sido More Than a Woman (2002), que não alcançou um sucesso comercial e de crítica em relação aos trabalhos anteriores. O título do álbum é um referência ao signo astrológico de Braxton, Libra.
Após o lançamento, Libra estreou em 4º lugar na Billboard 200 e na 2ª posição na Top R&B/Hip-Hop Albums, vendendo 114 mil cópias em sua primeira semana. Com vendas estáveis, o álbum foi certificado com ouro pela RIAA, pelas mais de 441 mil cópias vendidas nos Estados Unidos. Contudo, os singles "Please" e "Trippin'" não emplacaram nas paradas musicais de pop ou R&B, enquanto "The Time of Our Lives" (gravado em dueto com o grupo crossover Il Divo e tema da Copa do Mundo FIFA de 2006), acarretou o relançamento do álbum no mercado europeu.

## Antecedentes
Em 1992, Braxton assinou contrato com a LaFace Records, uma associação dos produtores L.A. Reid e Babyface com a gravadora Arista Records. Nos anos seguintes, Braxton lançou outros dois álbuns: Toni Braxton (1993) e Secrets (1996), que atingiram grande sucesso comercial e aclamação crítica. Os dois álbuns venderam mais de 21 milhões de cópias, arrecadando mais de 170 milhões de dólares em vendas mundiais. No fim de 1996, Braxton ainda reivindicava o recebimento de sua parte financeira pelas vendas dos álbuns. Em dezembro de 1997, após descobrir uma dívida milionária, Braxton moveu uma ação judicial contra a LaFace, buscando ser liberada de seu contrato com a gravadora após sete anos de serviços. Em contrapartida, a gravadora processou a cantora por quebra de contrato, levando-a a declarar falência em 1998. No ano seguinte, Braxton e a LaFace concluíram as questões processuais. Em 2000, ainda na LaFace, Toni lançou seu terceiro álbum de estúdio, The Heat, que vendeu mais de 4 milhões de cópias em todo o mundo.
Em setembro de 2002, durante as preliminares do lançamento do álbum More Than a Woman, Braxton descobriu estar grávida de seu segundo filho, tendo de cancelar diversas performances. Apesar da cantora sugerir um adiamento, a gravadora decidiu lançar o álbum na data prevista anteriormente. Lançado em novembro de 2002, More Than A Woman não teve bons resultados comerciais. Decepcionada pela performance comercial, que Toni atribuiu à baixa promoção do álbum, Braxton passou a buscar uma forma de encerrar seu contrato com a gravadora. Em março de 2003, Braxton anunciou publicamente seu desligamento da Arista Records e a subsequente transferência para a Blackground Records, um selo da Universal Music Group.

## Gravação

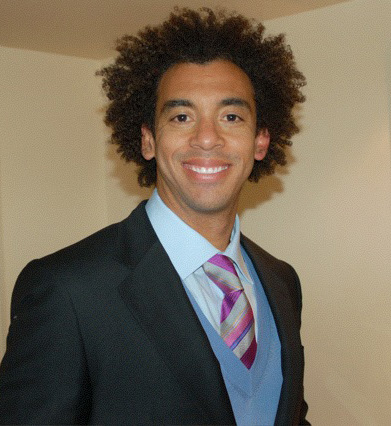
Harvey Mason, Jr. foi um dos produtores contratados pela Blackground Records para desenvolver o álbum.

Afastando-se de seu método usual de reunir uma gama de produtores, Braxton iniciou a gravação do álbum com seu marido Keri Lewis; o casal estava junto desde 2001. Ex-integrante do grupo Mint Condition, Lewis havia colaborado em vários projetos de Braxton nos anos anteriores, além de ter co-produzido o álbum More Than a Woman juntamente com L.A. Reid. O casal trabalhou em diversas faixas de Libra, sendo responsável por sete ou oito canções enviadas para a gravadora na fase inicial do projeto. Entretanto, a Universal Records - distribuidora da Blackground Records em território norte-americano - estaria insatisfeita com o material e recusou considerar a produção de um álbum. De igual modo, os parceiros internacionais questionaram o potencial comercial das canções produzidas pelo casal até então. Apesar de Braxton insistir em manter Lewis como único produtor do álbum, a Blackground conseguiu uma colaboração dos produtores Scott Storch, Rich Harrison e Harvey Mason, Jr., já conceituados em produções de hip hop.
Comentando o processo de modificação do álbum, Braxton expressou incerteza sobre sua música seguir modismos. Devido a gravadora tentar tornar o álbum mais comercialmente viável, Braxton sentia-se pressionada a buscar uma sonoridade mais ritmada e voltada ao hip hop. Em entrevista ao The Baltimore Sun, a cantora admitiu que foi "forçada a pôr sua arte em segundo plano para tornar-se mais comercial", acrescentando que "tentamos ser sábios e incorporar novas sonoridades à minha música habitual. Foi difícil à princípio. Enfim, estou satisfeita". Durante a fase promocional, Braxton descreveu em tom crítico como sua equipe influenciou o gênero do álbum: "Estou tentando incorporar meu estilo e fazê-lo atual, o que é realmente muito difícil com tantas coisas sendo tão hip hop... Quando você é uma artista afro-americana, você é R&B e hip hop, e esta é a categoria em que eles lhe encaixam primeiramente por sua cor de pele."

## Singles
A primeira faixa e single principal do álbum, "Please", é produzido por Scott Storch e consiste numa balada ritmada narrando os momentos gloriosos de sua juventude. A segunda faixa "Trippin' (That's the Way Love Works)" é entoada em forma de rap, sendo pronunciada nas seções em que a melodia não se perde e harmonizada nos momentos precisos. "What's Good", a terceira faixa, é decididamente uma balada romântica tradicional e inclui um sample de "In My Wildest Dreams", de Kenny Chesney. A agressiva e dançante "Take This Ting", a quarta faixa do álbum, foi escrita e produzida por Rich Harrison, narrando os pensamentos de uma mulher decidida. A canção foi comparada à "1 Thing", de Amerie.
"Suddenly", incluída somente na versão europeia do álbum, possui uma roupagem mais voltada para o jazz e inclui a participação de Chris Botti; sendo frequentemente comparada à "How Could an Angel Break My Heart", da mesma artista. A dupla de produtores Babyface e Daryl Simmons compôs "I Wanna Be (Your Baby)", a sexta faixa do álbum. A autocrítica canção "Stupid" foi comparada ao universo discográfico de Anita Baker, enquanto a letra de "Finally" traça referências com o sucesso "Breathe Again", de 1993.

## Recepção Crítica
| Críticas profissionais | Críticas profissionais |
| Avaliações da crítica  | Avaliações da crítica  |
| Fonte                  | Avaliação              |
| ---------------------- | ---------------------- |
| Allmusic               | [ 15 ]                 |
| Billboard              | (Favorável)            |
| Entertainment Weekly   | B+                     |
| People                 | [ 18 ]                 |
| Slant                  | [ 19 ]                 |
| USA Today              | [ 20 ]                 |

Libra recebeu críticas mistas dos especialistas, que elogiaram a performance vocal e o retorno de Braxton às canções em estilo balada romântica, mas criticaram o excesso de canções ritmadas. Em sua crítica para o jornal USA Today, Steve Jones destaca que Libra aproxima-se de "sua perspectiva enquanto cresce gradativamente (...) Ainda assim, a mais madura Braxton não está esperando por alguém que venha refazer seu coração". A Sputnikmusic teve impressões positivas sobre o álbum, considerando-o "rico em melodias serenas" ao mesmo tempo em que declara-o "um álbum merecedor de destaque na coleção de R&B". Segundo a revista People, Braxton lançou "um suntuoso quinto álbum de estúdio", elogiando as variações entre R&B contemporâneo e a musicalidade original da artista. Margeaux Watson, escrevendo para a VIBE Vixen, comparou Libra ao aclamado The Emancipation of Mimi, álbum de Mariah Carey lançado no mesmo ano, e resumiu sua crítica descrevendo o álbum como "um bem-vindo retorno à forma".
Andy Kellman, editor do site Allmusic, afirmou que "Libra não traz nenhuma surpresa. É esguio e equilibrado, assim como todos os demais álbuns de Braxton, apesar de que muitas faixas são mornas e meramente funcionais para o fundo auditivo, então acaba distanciando-se dos gostos do álbum de estreia e de Secrets." Com uma crítica similar, a Billboard comentou que o álbum traz "a cantora fazendo o que ela faz de melhor: apostando em seu inconfundível estilo R&B. Braxton ainda é uma especialista no que tange à batidas lentas." A revista Slant publicou a crítica de Sal Cinquemani, que considerou "enquanto Braxton mesclou de forma impecável com seus parceiros de hip hop em More Than a Woman, sua colaboração com Rich Harrison soa forçada, até mesmo desesperada. E com o hit "I Wanna Be (Your Baby)", de Babyface e Daryl Simmons, a equipe novamente lança diversos clássicos do R&B em uma única gravação."

## Performance Comercial
Libra estreou em 4º lugar na Billboard 200, vendendo mais de 114 mil cópias na tiragem inicial. O quarto trabalho de Braxton a emplacar entre as cinco primeiras posições, o álbum marcou uma superação significativa para a cantora, cujo lançamento anterior havia estreado em 13º lugar e alcançou somente 98 mil cópias vendidas na primeira semana. Além disto, Libra estreou em 1º lugar na Top R&B/Hip-Hop Albums. O álbum alcançou 355 mil cópias em cinco meses de lançamento e totalizou mais de 441 mil cópias no território norte-americano. Em novembro de 2005, o álbum foi certificado em ouro pela RIAA pelas mais de 500 mil cópias vendidas.
O álbum permaneceria como o único lançamento de Braxton através da Blackground Records. Em janeiro de 2007, a cantora processou Barry Hankerson, dirigente da gravadora, reivindicando uma indenização de 10 milhões de dólares por supostamente manipular sua saída da Arista Records anos antes. Hankerson teria influenciado Braxton a assinar um contrato de múltiplos álbuns com a Blackground, apenas para privar a cantora de seus direitos sob o acordo de gravação ao não enviar suas declarações contábeis e mentir sobre negócios que ele havia feito. O processo foi arquivado um mês depois após a cantora concordar em restituir 375 mil dólares e ceder parte do rendimento de seu próximo trabalho ao produtor. Em 2012, durante entrevista para a ABC News, Braxton revelou seu desgosto com os álbuns lançados neste período: "Aqueles álbuns - é aquela questão de uma noite sobre a qual você não quer falar".

## Faixas
| Libra - Versão Original |                                        |                                                              |                                       |         |  |
| N.º                     | Título                                 | Compositor(es)                                               | Produtor(es)                          | Duração |  |
| 1.                      | "Please"                               | Scott Storch Vincent Herbert Kameron Houff Makeba Riddick    | Scott Storch Keri Lewis               | 3:57    |  |
| 2.                      | "Trippin' (That's the Way Love Works)" | Toni Braxton Bryan-Michael Cox Johnta Austin                 | Bryan-Michael Cox Keri Lewis WyldCard | 4:05    |  |
| 3.                      | "What's Good"                          | Toni Braxton Bryan-Michael Cox Johnta Austin Joe Sample      | Bryan-Michael Cox Keri Lewis          | 4:14    |  |
| 4.                      | "Take This Ring"                       | Rich Harrison                                                | Rich Harrison                         | 4:35    |  |
| 5.                      | "Midnite"                              | Carsten Schack Kenneth Karlin Harold Lilly                   | Soulshock & Karlin                    | 4:11    |  |
| 6.                      | "I Wanna Be (Your Baby)"               | Harvey Mason, Jr. Damon Thomas Kenneth Edmonds Daryl Simmons | The Underdogs Babyface                | 3:48    |  |
| 7.                      | "Sposed to Be"                         | Antonio Dixon Keri Hilson Patrick Smith Mason Thomas         | Antonio Doxin Keri Lewis              | 4:07    |  |
| 8.                      | "Stupid"                               | Cory Rooney Toni Braxton Keri Lewis                          | Cory Rooney Keri Lewis Dan Shea       | 3:36    |  |
| 9.                      | "Finally"                              | Harvey Mason, Jr. Thomas Dixon Eric Dawkinss Durrell Babbs   | Thomas Dixon Keri Lewis Eric Dawkins  | 3:30    |  |
| 10.                     | "Shadowless"                           | Alex Cantrell Philip White                                   | Keri Lewis                            | 3:57    |  |
| Duração total:          | Duração total:                         | Duração total:                                               | Duração total:                        | 40:00   |  |

| Libra – Edição Européia |                                        |                        |         |  |
| N.º                     | Título                                 | Produtor(es)           | Duração |  |
| 1.                      | "Please"                               | Storch, Lewis          | 3:57    |  |
| 2.                      | "Trippin' (That's the Way Love Works)" | Cox, Lewis, WyldCard   | 4:05    |  |
| 3.                      | "What's Good"                          | Cox, Lewis             | 4:14    |  |
| 4.                      | "Suddenly"                             | Marx                   | 4:43    |  |
| 5.                      | "Take This Ring"                       | Harrison               | 4:35    |  |
| 6.                      | "Midnite"                              | Soulshock & Karlin     | 4:11    |  |
| 7.                      | "I Wanna Be (Your Baby)"               | The Underdogs Babyface | 3:48    |  |
| 8.                      | "Sposed to Be"                         | Dixon                  | 4:07    |  |
| 9.                      | "Stupid"                               | Rooney Lewis Shea      | 3:36    |  |
| 10.                     | "Finally"                              | Dixon                  | 3:30    |  |
| 11.                     | "I Hate You"                           | The Underdogs          | 4:01    |  |
| 12.                     | "Shadowless"                           | Lewis                  | 3:57    |  |
| 13.                     | "Long Way Home"                        | Soulshock & Karlin     | 4:32    |  |

| Faixa bônus Re-lançamento |                                       |         |  |
| N.º                       | Título                                | Duração |  |
| 14.                       | "The Time of Our Lives" (com Il Divo) | 4:39    |  |

## Desempenho nas tabelas musicais
| Tabela musical (2005)                   | Melhor posição |
| --------------------------------------- | -------------- |
| Alemanha - Offizielle Top 100           | 60             |
| Estados Unidos - Billboard 200          | 4              |
| Estados Unidos - Top R&B/Hip-Hop Albums | 2              |
| Suíça - Schweizer Hitparade             | 25             |

| País           | Provedor | Certificação | Vendagem |
| -------------- | -------- | ------------ | -------- |
| Estados Unidos | RIAA     | Ouro         | 500,000+ |

## Histórico de Lançamento
| Região         | Data                               | Selo musical        |
| -------------- | ---------------------------------- | ------------------- |
| Estados Unidos | 27 de setembro de 2005             | Blackground Records |
| União Europeia | 21 de outubro de 2005              | Edel Music          |
| União Europeia | 23 de junho de 2006 (relançamento) | Edel Music          |